# Couch-Potato
Couch-Potato (anhörenⓘ) (aus dem US-amerikanischen Slang) ist das Klischee einer Person, die einen Großteil ihrer Freizeit auf einem Sofa oder einem Sessel mit Fernsehen, Junkfood-Essen und Biertrinken verbringt. Der Begriff hat eine negative Konnotation. Zu diesem Klischee gehört auch, dass Couch-Potatoes übergewichtig und von insgesamt ungepflegter Erscheinung sind. Als Beispiel gilt die US-Zeichentrickfigur Homer Simpson aus der Serie Die Simpsons.

## Wortursprung
Mitte der 1970er Jahre kam ein Freund des amerikanischen Cartoonisten Robert D. Armstrong auf die Idee, einen Verein für faule Leute zu gründen, als Antwort auf die, wie er fand, übermäßigen Gesundheits- und Fitness-Fanatiker seiner Zeit. Aus Spaß beschlossen sie, ihre Gruppe Couch Potatoes zu nennen, und kreierten ein Bild einer Kartoffel, die auf dem Sofa liegt und ständig „Fernsehen glotzt“. Armstrong ließ diesen Begriff schützen und begann, die Kartoffel zu vermarkten, mit T-Shirts mit Bildern der „couch potato“ und dem Motto „Sic Semper Potatum Reclinus“. Auch war er Co-Autor und Illustrator des Buches The Official Couch Potato Handbook. Allmählich schlich sich das Wort in die englische Sprache ein und wurde 1993 ins Oxford English Dictionary aufgenommen. Im übertragenen Sinne werden mit dem Begriff auch Personen gekennzeichnet, denen es an Eigeninitiative mangelt und die nur schwer für eine Anstrengung bzw. Herausforderung zu begeistern sind, insbesondere nicht für körperliche Aktivitäten.
Eine Abwandlung ist Mouse-Potato für einen Menschen, der seine ganze Zeit vor dem Computer verbringt.